# Elymnias defasciata
Elymnias defasciata är en fjärilsart som beskrevs av Hans Fruhstorfer 1911. Elymnias defasciata ingår i släktet Elymnias och familjen praktfjärilar. Inga underarter finns listade i Catalogue of Life.